# Lespesia melalophae
Lespesia melalophae är en tvåvingeart som först beskrevs av Allen 1926.  Lespesia melalophae ingår i släktet Lespesia och familjen parasitflugor. Inga underarter finns listade i Catalogue of Life.